# Impatiens translucida
Impatiens translucida är en balsaminväxtart som beskrevs av Fischer och Rahelivololona. Impatiens translucida ingår i släktet balsaminer, och familjen balsaminväxter. Inga underarter finns listade i Catalogue of Life.